# Jean-Marc Manfrin
Jean-Marc Manfrin (* 4. März 1963 in Toulouse) ist ein ehemaliger französischer Radrennfahrer.

## Sportliche Laufbahn
Manfrin war Straßenradsportler. 1985 gewann er das Paarzeitfahren Flèche d’Or mit Jonas Tegström aus Schweden. Zuvor hatte er bereits einige französische Straßenrennen gewonnen. 1985 siegte er in der nationalen Meisterschaft in der Mannschaftsverfolgung, im Mannschaftszeitfahren wurde er Vize-Meister. 1986 holte er einen Etappensieg in der Tour de l’Avenir. 1986 wurde er Berufsfahrer im Radsportteam Système U und blieb bis 1989 als Radprofi aktiv.
Bei Paris–Bourges 1987 wurde er Zweiter. 1988 gewann er das Etappenrennen Tour de Limousin vor Joey McLoughlin. 1989 gewann Manfrin eine Etappe im Grand Prix Midi libre.
1985 startete er bei den UCI-Straßen-Weltmeisterschaften im Mannschaftszeitfahren und belegte mit dem französischen Vierer den 12. Platz.